# 镰喙薹草
镰喙薹草（学名：Carex drepanorhyncha）是莎草科薹草属的植物，为中国的特有植物。分布在中国大陆的云南西北部、四川西部等地，生长于海拔2,450米至4,200米的地区，多生于高山灌丛、草甸、林下、河滩地及路边，目前尚未由人工引种栽培。